# Verlinghem
 Verlinghem  es una población y comuna francesa, en la región de Norte-Paso de Calais, departamento de Norte, en el distrito de Lille y cantón de Quesnoy-sur-Deûle.

## Demografía
| 1225 | 1363 | 1729 | 1941 | 2182 | 2377 |
| Para los censos de 1962 a 1999 la población legal corresponde a la población sin duplicidades (Fuente: INSEE [Consultar]) |      |      |      |      |      |